# Emirato de Bida
El Emirato de Bida es un emirato establecido sobre la base territorial del reino nupe anterior, por Masaba, el mismo se encontraba en el territorio que es hoy Nigeria.
Desde principios del siglo XIX, las guerras religiosas de los fulani hicieron a los musulmanes más fuertes en el norte de Nigeria. Tras la muerte del rey Ma’azu del reino nupe y durante las guerras sucesorias subsiguientes el reino nupe acabó bajo el control del emirato Gwandu. Masaba, hijo del líder fulani Mallam Dendo y cuya madre era de etnia nupe, consiguió el poder en 1841.
Masaba cedió el poder al rey de Nupe, Usman Zaki, pero tras la muerte de este alrededor del 1859, Masaba otra vez se convirtió en gobernante hasta 1873. Fue durante este segundo período de gobierno, Masaba estableció el emirato de Bida que se convirtió en una potencia militar importante, que expandió su territorio a expensas de sus vecinos tanto en el sur como en el este. Sus sucesores retuvieron el control hasta 1897, cuando las tropas de la compañía británica del Níger finalmente ocuparon Bida y colocaron a un gobernante títere. El emirato de Bida fue sometido al régimen colonial británico, y posteriormente a Nigeria. Aun así, los gobernantes siguen desempeñando un papel ceremonial importante.

## Gobernantes del Emirato de Bida
Los gobernantes del emirato de Bida, retuvieron el título de Etsu Nupe que se había usado en el reino Nupe, la lista de gobernantes es:
| Inicio                  | Final                   | Gobernante                                                |
| ----------------------- | ----------------------- | --------------------------------------------------------- |
| 1856                    | 1859                    | Usuman Zaki dan Malam Dendo (b. c.1790 – d. 1859)         |
| 1859                    | 1873                    | Masaba dan Malam Dendo (2nd time) (d. 1873)               |
| 1873                    | 1884                    | Umaru Majigi dan Muhamman Majigi (d. 1884)                |
| 1884                    | 1895                    | Maliki dan Usuman Zaki (d. 1895)                          |
| 1895                    | 1897                    | Abu Bakr dan Masaba (1st time) (d. 1919)                  |
| 1897                    | 1899                    | Muhammadu dan Umaru Majigi (1st time) ( d. 1916)          |
| 1899                    | 17 de febrero de 1901   | Abu Bakr dan Masaba (2nd time)                            |
| febrero de 1901         | 26 de febrero de 1916   | Muhammadu dan Umaru Majigi (2nd time)                     |
| 6 de marzo de 1916      | 1926                    | Bello dan Maliki (d. 1926)                                |
| 1926                    | febrero de 1935         | Malam Sa'idu dan Mamudu (d. 1935)                         |
| 28 de febrero de 1935   | 29 de octubre de 1962   | Malam Muhammadu Ndayako dan Muhammadu (b. 1884 – d. 1962) |
| 29 de octubre de 1962   | 1969                    | Usman Sarki dan Malam Sa'idu (d. 1984)                    |
| 1969                    | 10 de enero de 1975     | Malam Musa Bello                                          |
| enero de 1975           | 1 de septiembre de 2003 | Umaru Sanda Ndayako (b. 1937 – d. 2003)                   |
| 1 de septiembre de 2003 |                         | Yahaya Abubakar (b. 1952)                                 |